# Ōgaki
Ōgaki (大垣市, Ōgaki-shi) est une ville située dans la préfecture de Gifu, au Japon.

## Géographie

### Situation
Ōgaki est située dans le nord-ouest de la plaine de Nōbi dans la préfecture de Gifu. Le mont Yōrō se trouve partiellement sur le territoire de la commune.

### Démographie
En octobre 2019, la population de la ville d'Ōgaki était de 161 335 habitants répartis sur une superficie de 206,57 km2.

### Hydrographie
Le principal cours d'eau traversant la commune est le fleuve Ibi. La rivière Nagara trace la frontière avec les villes voisines de Gifu et Hashima.

## Histoire
La ville s'est développée à l'époque d'Edo comme centre du domaine d'Ōgaki.
Le bourg moderne Ōgaki est créé en 1889. Il obtient le statut de ville en 1918.

## Patrimoine culturel

### Patrimoine architectural

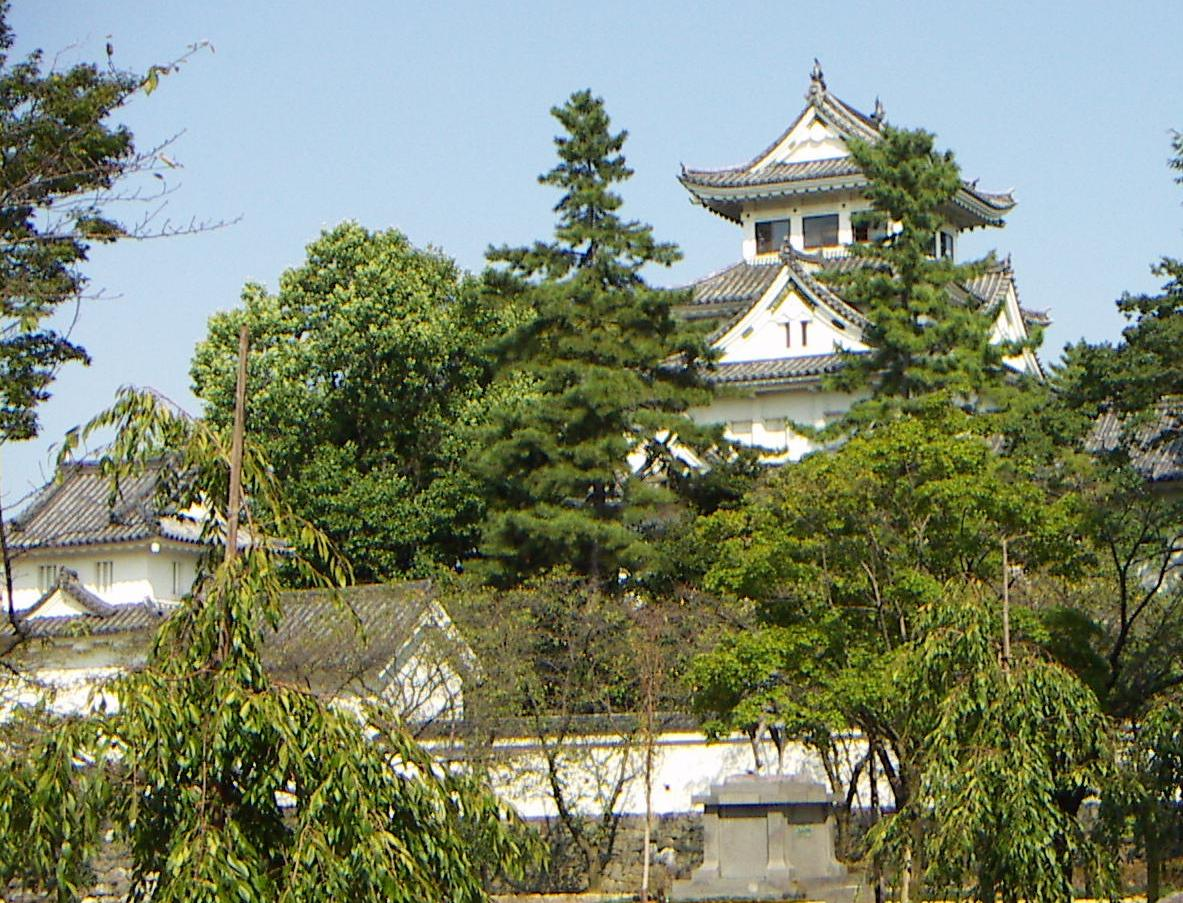
Le château d'Ōgaki.

- Château d'Ōgaki
- Château de Sunomata

### Patrimoine religieux
- Akasaka-juku
- Nōhi Gokoku-jinja

## Éducation
- Collège doctoral d'arts et sciences des médias

## Transports
Ōgaki est desservie par la ligne principale Tōkaidō de la JR Central et les compagnies privées Tarumi Railway et Yoro Railway. La gare d'Ōgaki est la principale gare de la ville.

## Jumelages
- Berea, Ohio (États-Unis)
- Changwon (Corée du Sud)
- Glen Eira (Australie)
- Handan (Chine)
- Kagoshima (Japon)
- Namur (Belgique)
- Stuttgart (Allemagne)

## Personnalités liées à la ville
- Yoshitoki Ōima (née en 1989), mangaka